# Ida Appendini Dagasso
Ida Appendini Dagasso (Galați, 10 de agosto de 1898 - 1956, Ciudad de México) fue una escritora, traductora, docente especializada en letras y directora de enseñanza en la UNAM, ayudó al desarrollo de las letras y la literatura en México.

## Biografía
Hija de padres italianos, nació en Galați, Rumania y emigraron a México cuando Ida tenía 10 años en 1908. Ida cursó estudios en México y se recibe de maestra en 1919.
Inicialmente trabaja como docente de enseñanza primaria, y a partir de 1926 trabaja en escuelas secundarias enseñando literatura e historia universal. En 1928 recibe el título de doctora en letras de la UNAM, y comienza a trabajar en la Facultad de Filosofía y Letras de la UNAM como profesora de lengua y literatura italiana.  
Entre 1948 y 1956 da clases de literatura iberoamericana y la influencia europea sobre la misma, y las influencias del Renacimiento sobre la obra de Cervantes. Además fue supervisora de diversas escuelas secundarias, y directora y presidenta de la Escuela Dante Alighieri. Además, fue profesora en el Conservatorio Nacional de Música y en la Escuela Normal Superior.
Junto con María Appendini de Bigola (su hermana) produjeron una Gramática Italiana, y con Silvio Zavala publicó una Historia Universal adaptada a los contenidos requeridos por la escuela secundaria.

## Obra
- Bocaccio y la literatura Castellana del siglo XX
- La literatura italiana en los primeros 50 años del siglo XX - UNAM -1960 - 330 p.